# Zaleops protea
Zaleops protea är en fjärilsart som beskrevs av Smith 1906. Zaleops protea ingår i släktet Zaleops och familjen nattflyn. Inga underarter finns listade i Catalogue of Life.